# Anomis grisea
Anomis grisea là một loài bướm đêm trong họ Erebidae.

## Hình ảnh

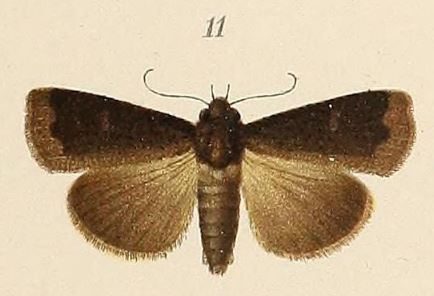